# Апедо-Ама, Жорж
Жорж Апедо-Ама (Amakué Dohué; фр. Georges Apedo-Amah, 21 августа 1914, Анехо, Германская колония Того — 1992) — тоголезский дипломат и государственный деятель, министр иностранных дел Того (1963—1967).

## Биография
Окончил курсы в Ломе. С 1930 г. занимал несколько должностей во французской колониальной администрации. Когда Того получило французскую автономию в 1956 г., был назначен министром финансов, ушел в отставку в 1958 г. после победы на парламентских выборах оппозиционного Комитета тоголезского единства. До 1963 г. работал во французском представительстве в Европейском экономическом сообществе в Брюсселе.
Являлся активным членом партии Демократический союз населения Того. После осуществления военного переворота в январе 1963 г. и убийства президента Силвануса Олимпио вошел в администрацию нового главы государства Николаса Грюницкого: в 1963—1967 гг. занимал пост министра иностранных дел Того. 
- 1973—1980 гг. — посол в Нигерии,
- 1980—1985 гг. — председатель Национального Собрания Того.